# 小乙上
小乙上（しょうおつじょう）は、649年から685年まで日本で用いられた冠位である。664年までは19階中17位で上は大乙下、下は小乙下。その後は26階中22位で下が小乙中に変わった。

## 概要
大化5年（649年）2月の冠位十九階で導入された。前の七色十三階冠の小黒が、小乙上と小乙下に分割されたうちの一つである。
天智天皇3年（664年）2月9日の冠位二十六階で、小乙は小乙上・小乙中・小乙下の3階になった。
天武天皇14年（685年）1月21日の冠位四十八階で冠位の命名方法が一新したときに廃止された。

## 叙位された人物
『日本書紀』にこの冠位をもって現れる人物には、白雉4年（653年）の遣唐使で副使になった吉士駒と掃守小麻呂、 白雉5年（654年）の遣唐使で判官になった岡宜と置始大伯、斉明天皇4年（658年）に阿倍比羅夫に服した蝦夷の恩荷がいる。
- 吉士駒 - 白雉4年（653年）5月12日見 - 白雉5年（654年）7月まで。遣大唐副使として見え、帰国後小山上。
- 掃守小麻呂 - 白雉4年（653年）5月12日見、同年7月没。遣大唐副使。
- 岡宜 - 白雉5年（654年）2月見。遣大唐判官。
- 置始大伯 - 白雉5年（654年）2月見。遣大唐判官。
- 恩荷 - 斉明天皇4年（658年）4月叙位。